# Testeur
Un testeur, en informatique, est une personne spécialisée dans le test logiciel. Il peut être inclus dans l'équipe de développement et/ou dans une équipe de testeurs.

## Tâches du testeur
Selon l'organisation dans laquelle il travaille, les attributions du testeur peuvent contenir :
- Revue de l'expression du besoin, des exigences, des User Stories et des critères d'acceptations.

- Rédaction des plans, scénarios et cas de test manuels.
- Exécution des tests manuels.
- Automatisation des tests.
- Évaluation des résultats des tests.
- Rédaction des rapports de bug.
- Reproduction des anomalies.
- Qualification des défauts du logiciel.
- Constitution des jeux de données des tests.
- Évaluation des outils de tests.
- Conception et exécution des tests dits non-fonctionnels (sécurité, performance, accessibilité, etc).

## Compétences
Le testeur doit faire preuve de certaines qualités afin de mener à bien les différents projets qui lui sont confiés :
- La curiosité
- La rigueur
- Une excellente communication

Son état d'esprit évolue avec l'expérience.

## Formation
Une formation en informatique est généralement conseillée. De plus, les certifications ISTQB sont reconnues dans le domaine.